# دهستان شوی
دهستان شوی در بخش مرکزی شهرستان بانه در استان کردستان قرار دارد. جمعیت این دهستان در سال ۱۳۹۰، ۱۱۰۵۳ نفر بوده‌است.